# Джой Тейкон
Джой Тейкон (англ. Joy Tacon; нар. 2 червня 1961) — колишня британська тенісистка.
Найвищу одиночну позицію світового рейтингу — 180 місце досягла в червні/липні 1980, парну — 161 місце — 15 березня 1987 року.
Здобула 5 парних титулів.
Найвищим досягненням на турнірах Великого шолома було 2 коло в парному розряді.

## Фінали ITF

### Парний розряд: 12 (5–7)
| Результат | Ранг | Дата              | Турнір                                 | Покриття | Партнерка          | Суперниці                              | Рахунок             |
| --------- | ---- | ----------------- | -------------------------------------- | -------- | ------------------ | -------------------------------------- | ------------------- |
| Поразка   | 1.   | 24 вересня 1984   | Бол, Югославія                         | Ґрунт    | Мартіна Райнгардт  | Мілуше Доседелова Кармен Шкуль         | 3–6, 4–6            |
| Перемога  | 1.   | 15 жовтня 1984    | Хайфа, Ізраїль                         | Тверде   | Мартіна Райнгардт  | Елізабет Екблом Маріанне ван дер Торре | 6–2, 7–5            |
| Поразка   | 2.   | 20 травня 1985    | Бат (Англія), Велика Британія          | Ґрунт    | Белінда Борнео     | Елна Рейнах Моніка Райнах              | 3–6, 3–6            |
| Перемога  | 2.   | 18 листопада 1985 | Чешир, Велика Британія                 | Килим    | Белінда Борнео     | Регіна Райхртова Яна Новотна           | 6–2, 6–3            |
| Поразка   | 3.   | 19 квітня 1986    | Камберленд (графство), Велика Британія | Тверде   | Моніка Райнах      | Джейн Вуд Белінда Борнео               | 4–6, 3–6            |
| Перемога  | 3.   | 27 квітня 1986    | Гатфілд, Велика Британія               | Тверде   | Моніка Райнах      | Катрін Єкселл Гелена Олссон            | 6–1, 5–7, 6–3       |
| Поразка   | 4.   | 7 листопада 1986  | Queens, Велика Британія                | Трава    | Лоррейн Ґрейсі     | Саллі Тіммс Кейті Рікетт               | 4–6, 3–6            |
| Поразка   | 5.   | 16 серпня 1987    | Коксейде, Бельгія                      | Ґрунт    | Катлін Схюрманс    | Сабін Аппельманс Каролін ван Рентерґем | 7–6(2), 2–6, 6–7(3) |
| Поразка   | 6.   | 9 листопада 1987  | Істборн, Велика Британія               | Килим    | Паскаль Етшеменеді | Євгенія Манюкова Наталія Медведєва     | 1–6, 1–6            |
| Перемога  | 4.   | 23 квітня 1988    | Queens, Велика Британія                | Ґрунт    | Анн Сімпкін        | Леслі О'Галлоран Лоне Ванборґ          | 4–6, 6–2, 7–6       |
| Перемога  | 5.   | 8 травня 1988     | Борнмут, Велика Британія               | Ґрунт    | Анн Сімпкін        | Саллі Годмен Александра Ніпел          | 6–3, 6–3            |
| Поразка   | 7.   | 15 травня 1988    | Бат (Англія), Велика Британія          | Ґрунт    | Анн Сімпкін        | Саллі Годмен Александра Ніпел          | 3–6, 2–6            |